# Zodion bifasciatum
Zodion bifasciatum är en tvåvingeart som beskrevs av Pearson och Camras 1978. Zodion bifasciatum ingår i släktet Zodion och familjen stekelflugor. Inga underarter finns listade i Catalogue of Life.